# Жичжао
Жичжа́о (кит. упр. 日照, пиньинь Rìzhào) — городской округ в восточно-китайской провинции Шаньдун. Название означает «первые лучи солнца».

## География
Городской округ расположен в южной части Шаньдунского полуострова, в местности с координатами 118° 35’ — 119° 39’ восточной долготы и 35° 04’ — 36° 02’северной широты. Географический рельеф городского округа — возвышенность в центре, окружённая низменностью со всех сторон. В центре городского округа — гора Цзяоцзышань, от которой простираются вдаль бесконечные холмы. В восточной части имеются довольно просторные равнины — это приморская равнина и дельта реки Шу. К западу от реки Шу — горные районы южного и центрального Шаньдуна. Восточная часть городского округа принадлежит Восточно-шаньдунским холмам. Все реки, протекающие здесь, впадают в Бохайский залив, за исключением реки Хуайхэ с её притоками, которая впадает в Жёлтое море. Жичжао — городской округ с обширным мелководным морским бассейном. Общая площадь мелководья в пределах 10-метровой зоны составляет 20 тысяч га., а общая площадь отмелей — 54 тысяч га.

### Климат
Городской округ Жичжао расположен в тёплой зоне, где доминирует климат с влажными сезонными ветрами. Здесь наблюдается чёткое разграничение между четырьмя временами года. Жаркие месяцы обычно сопровождаются обильными дождями. Под прямым влиянием близлежащего моря город не знает сильных морозов зимой и не испытывает невыносимой жары летом. Годовая средняя температура 12,6° С. Средняя годовая инсоляция — 2,514 часов. Средний уровень годовых осадков — 841 мм. Средняя относительная влажность — 70 %, безморозный период — 213 суток.
| Показатель                    | Янв. | Фев. | Март | Апр. | Май  | Июнь  | Июль  | Авг.  | Сен. | Окт. | Нояб. | Дек. | Год   |
| ----------------------------- | ---- | ---- | ---- | ---- | ---- | ----- | ----- | ----- | ---- | ---- | ----- | ---- | ----- |
| Средний суточный максимум, °C | 3,7  | 5,3  | 9,4  | 15,6 | 20,8 | 24,4  | 27,7  | 28,6  | 25,5 | 20,3 | 13,0  | 6,5  | 16,73 |
| Средний суточный минимум, °C  | −3,7 | −2   | 2,2  | 8,2  | 13,6 | 18,6  | 22,8  | 23,0  | 18,1 | 12,0 | 4,8   | −1,3 | 9,69  |
| Норма осадков, мм             | 13,5 | 17,8 | 25,2 | 41,4 | 66,4 | 102,1 | 188,8 | 161,7 | 78,0 | 48,4 | 29,9  | 11,3 | 784,5 |
| Источник:                     |      |      |      |      |      |       |       |       |      |      |       |      |       |

## История
В древности эти места входили в состав царства Цзюй (莒国), которое в 431 году до н. э. было завоёвано царством Чу. Потом они стали ареной борьбы между царствами Чу и Ци, пока оба они не были завоёваны царством Цинь, объединившим весь Китай. В империи Цинь эти земли вошли в состав округа Ланъя (琅琊郡).
При империи Хань здесь был создан уезд Хайцюй (海曲县). Во времена императора Юань-ди был создан титул Куньшаньского хоу (昆山侯), и западная часть этих земель (современный уезд Улянь) стала Куньшаньским уделом (昆山侯国). При империи Восточная Хань удел был ликвидирован, а уезд Хайцюй был переименован в Сихай (西海县).
В эпоху Троецарствия уезд Сихай был присоединён к уезду Цзюй, и несколько веков эти земли оставались в его составе, лишь в 529 году был ненадолго создан уезд Лянсян (梁乡县).
При империи Северная Сун в 1087 году в уезде Цзюй был создан посёлок Жичжао, который потом был передан в состав уезда Цзяоси (胶西县). После того, как эти земли были завоёваны чжурчжэньской империей Цзинь, территория вокруг посёлка была в 1184 году выделена в отдельный уезд Жичжао (日照县), подчинённый области Цзюйчжоу (莒州).
При империи Мин для защиты от японских пиратов-вокоу на южной границе уезда (современный район Ланьшань) был размещён Аньдунский караул (安东卫).
При империи Цин область Цзюйчжоу была в 1730 году поднята в статусе до «непосредственно управляемой» (то есть стала подчиняться напрямую губернатору провинции, минуя промежуточное звено в виде управы), но в 1734 году была создана Ичжоуская управа (沂州府), уезд Жичжао был выведен из подчинения области (которая стала «безуездной»), и был, как и область, подчинён напрямую управе. В 1742 году Аньдунский караул перестал быть отдельной административной единицей и был передан в подчинение уезду Жичжао. После Синьхайской революции в Китае была произведена реформа структуры административного деления, в результате которой области и управы были упразднены.
В 1950 году в составе провинции Шаньдун был образован Специальный район Ишуй (沂水专区), которому были подчинены, в частности, уезды Цзюй и Жичжао. В 1953 году он был расформирован, уезд Жичжао был передан в состав Специального района Цзяочжоу (胶州专区), а остальные — в состав Специального района Линьи (临沂专区). В марте 1956 года был расформирован Специальный район Цзяочжоу, и уезд Жичжао также был передан в состав Специального района Линьи. В 1967 году Специальный район Линьи был переименован в Округ Линьи (临沂地区).
В апреле 1984 года постановлением Госсовета КНР в составе округа Линьи был образован Шицзюганский комитет (石臼港办事处). 22 марта 1985 года постановлением Госсовета КНР были расформированы Шицзюганский комитет и уезд Жичжао, а вместо них образован город Жичжао. 12 июня 1989 года постановлением Госсовета КНР Жичжао был выведен из состава округа Линьи в отдельный городской округ. В июне 1992 года в Жичжао был образован Ланьшаньский район развития (岚山开发区). 7 декабря 1992 года в состав городского округа Жичжао были переданы уезд Улянь из городского округа Вэйфан и уезд Цзюйсянь из округа Линьи; сам же город Жичжао был при этом в административном плане преобразован в район Дунган. В 2004 году на основе Ланьшаньского района развития был создан район Ланьшань.

## Административное деление
Городской округ Жичжао делится на 2 района и 2 уезда:
| Карта | #     | Статус   | Название | Иероглифы   | Пиньинь   | Население (2011 прим.) | Площадь (км²) | Плотность населения (/км²) |
| ----- | ----- | -------- | -------- | ----------- | --------- | ---------------------- | ------------- | -------------------------- |
| 1     | Район | Дунган   | 东港区   | Dōnggǎng qū | 820 000   | 1146                   |               |                            |
| 2     | Район | Ланьшань | 岚山区   | Lánshān qū  | 420 000   | 759                    |               |                            |
| 3     | Уезд  | Улянь    | 五莲县   | Wǔlián xiàn | 510 000   | 1496                   |               |                            |
| 4     | Уезд  | Цзюйсянь | 莒县     | Jǔ xiàn     | 1 140 000 | 1952                   |               |                            |

## Экономика

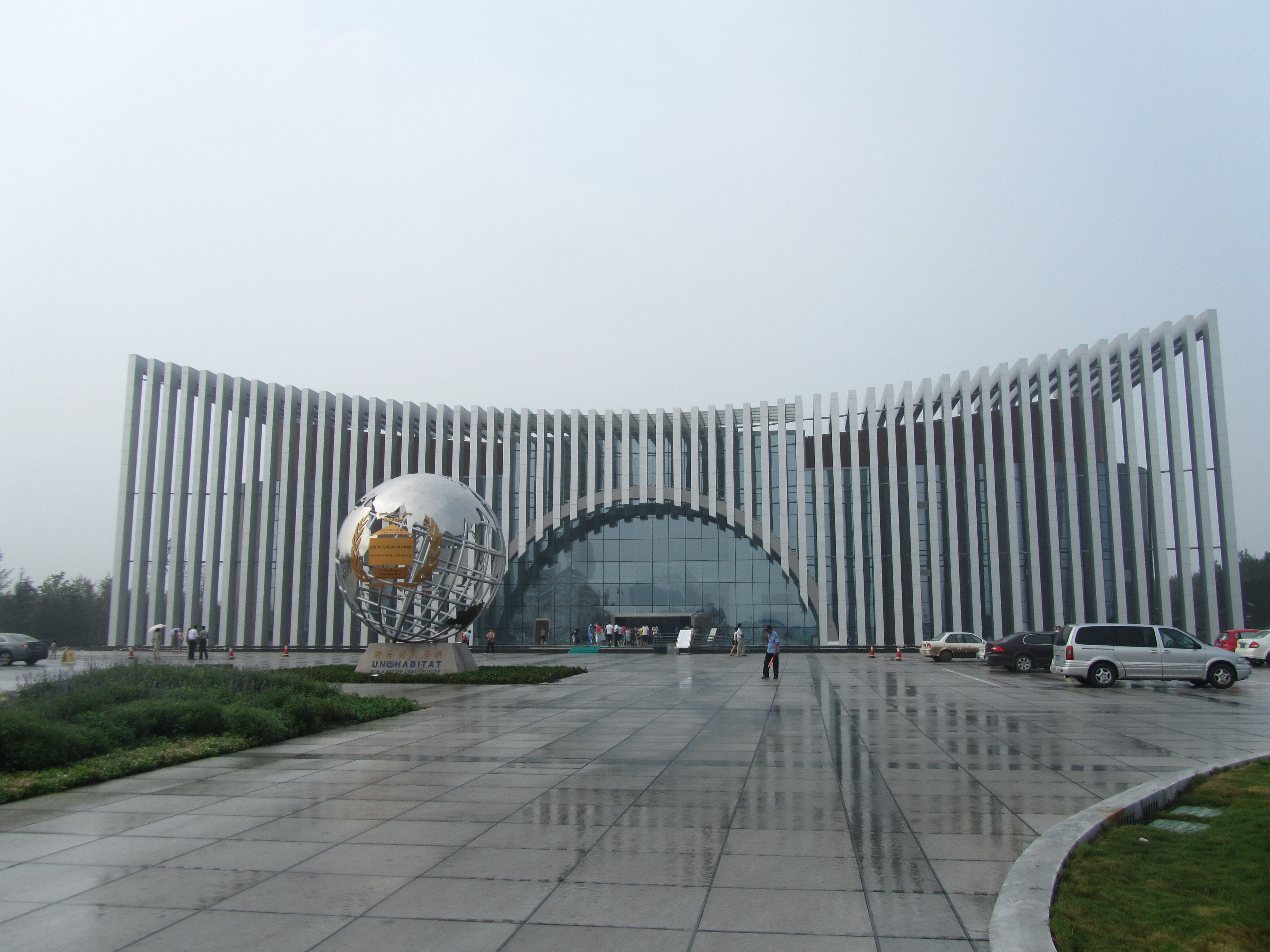
Выставочный зал

Город является восточной точкой железнодорожного «Нового Евразийского сухопутного моста» (Роттердам / Антверпен — Жичжао).
В округе базируются производитель лёгких грузовиков и сельскохозяйственной техники Wuzheng Group, металлургический завод Shandong Iron and Steel Group, завод транспортного оборудования Doppelmayr.
Посёлок Таоло является крупным центром по разведению и переработке морских коньков (общая площадь 11 хозяйств составляет 27 тыс. кв. м, а ежегодный объем производства превышает 60 млн особей).

## Транспорт

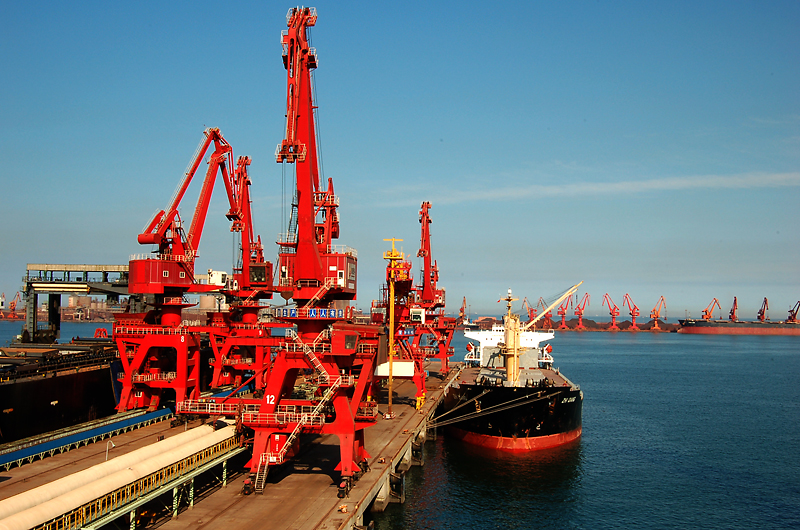
Порт Жичжао

### Водный
Морской порт Жичжао специализируется на перевалке угля, руды, сырой нефти и контейнеров. Его грузооборот превысил 110 млн тонн, после чего он стал вторым по величине портом провинции Шаньдун. Порт Жичжао входит в топ-50 крупнейших контейнерных портов мира.

## Города-побратимы
- Трабзон,  Турция